# Văn học Đàng Trong thời Lê trung hưng
Văn học Đàng Trong thời Lê trung hưng là một giai đoạn của văn học Việt Nam, phản ánh các thành tựu về văn, thơ của nước Đại Việt dưới thời nhà Lê trung hưng từ năm 1593 đến những năm 1770 trong vùng lãnh thổ từ sông Gianh trở vào năm dưới quyền cai quản của chúa Nguyễn.

## Thời kỳ đầu
Thế kỷ 17 chứng kiến 2 cuộc nội chiến: giữa họ Trịnh và tàn dư họ Mạc, đồng thời giữa họ Trịnh và họ Nguyễn. Đàng Trong ban đầu chỉ có vùng Thuận - Quảng, sau mới phát triển dần vào phía nam tới Nam Bộ. Do lịch sử mới hình thành, chưa có bề dày văn hiến như Đàng Ngoài, nhìn chung văn thơ Đàng Trong ít thành tựu hơn.
Tiêu biểu nhất thời kỳ đầu trong thế kỷ 17 là Đào Duy Từ với các tác phẩm chữ Nôm "Ngọa Long cương" và "Tư dung vãn". Đây là 2 tập thơ lục bát dài nói lên tâm trạng của kẻ sĩ ẩn dật chờ thời. Đào Duy Từ tự ví mình với Gia Cát Lượng ở đồi Ngọa Long khi chưa ra giúp Lưu Bị. Trong hoàn cảnh đó, ông vẫn tin tưởng sẽ có dịp lập công danh.
Từ cuối thế kỷ 17 sang thế kỷ 18, hòa bình lập lại đánh dấu sự phát triển thịnh vượng nhất của nền văn học cổ điển Việt Nam.

## Thời kỳ sau
Ngoài ca dao, tục ngữ, trong văn học dân gian còn có những bài vè, điển hình nhất là bài vè Chàng Lía - thủ lĩnh phong trào chống chúa Nguyễn ở Quảng Ngãi.
Trong dòng văn học chính thống, những tác gia và tác phẩm lớn nhất ở Đàng Trong là Nguyễn Khoa Chiêm, Nguyễn Hữu Hào, Nguyễn Cư Trinh và Mạc Thiên Tứ.

### Nguyễn Khoa Chiêm
Ông là nhà văn lớn của thời kỳ này với tác phẩm Nam triều công nghiệp diễn chí kể về quá trình chống chúa Trịnh, gây dựng cơ nghiệp Đàng Trong của chúa Nguyễn. Nhiều tình tiết trong tác phẩm được xem như tư liệu lịch sử cho đời sau.

### Nguyễn Hữu Hào
Là dòng dõi công thần của chúa Nguyễn, tác phẩm nổi tiếng nhất của ông là Song tinh bất dạ.
Song tinh bất dạ viết bằng thể thơ Nôm lục bát xen lẫn những bài thể thơ Đường. Tác phẩm thuật lại sự hưởng lạc của chúa Nguyễn và các đại thần sau khi mở mang được vùng đất phía nam, trong bối cảnh một câu chuyện tình giữa một Nho sinh tên là Song Tinh với cô gái Nhụy Châu. Mối tình đã vượt ra ngoài khuôn khổ lễ giáo phong kiến. Đây được đánh giá là tác phẩm có giá trị lớn nhất cả về nội dung tư tưởng lẫn hình thức nghệ thuật.

### Nguyễn Cư Trinh
Tác phẩm tiêu biểu của ông là Sãi Vãi viết năm 1751 khi đang là Tuần phủ Quảng Ngãi. Nội dung tác phẩm đề cao tư tưởng Nho giáo, phản đối tầng lớp quan liêu Đàng Trong tôn sùng đạo Phật.
Sãi Vãi được viết theo thể văn thịnh hành ở Đàng Trong là văn hát tuồng đồ - hình thức hát tuồng vốn rất phổ biến trong xã hội khi đó. Đây là một trong những tác phẩm có tác dụng động viên giáo dục trực tiếp với người đương thời.
Ngoài ra, Nguyễn Cư Trinh còn viết thơ chữ Hán với tập thơ Đạm Am thi tập.

### Ngô Thế Lân
Ngô Thế Lân là người có tài nhưng không ra làm quan. Tác phẩm ông để lại có Phong trúc tập và Nam hành ký đắc tập. Phong trúc tập của ông ra đời vào lúc xã hội Đàng Trong dưới tay quyền thần Trương Phúc Loan, đứng về phía người lao động, có giá trị tố cáo sự bất lương của giai cấp thống trị. Ngòi bút của Ngô Thế Lân táo bạo và nói thẳng, không úp mở ví von. Nhìn tổng thể, tác phẩm của ông phản ánh sự bất lực của kẻ sĩ trước thời cuộc.

### Mạc Thiên Tứvà nhóm Chiêu Anh Các
Là công thần của chúa Nguyễn trong việc gây dựng vùng đất Nam Bộ, Mạc Thiên Tứ đã sáng tác tập thơ Hà Tiên thập cảnh khi đang trấn thủ Hà Tiên.
Tác phẩm là 10 khúc ngâm vịnh cảnh đẹp Hà Tiên vừa theo thể song thất lục bát vừa theo thể Đường luật bát cú. Ông xem đất Hà Tiên đẹp như bức tranh thủy mặc, hơn cả chốn thị thành.
Tư tưởng chủ đạo của Mạc Thiên Tứ trong tập thơ này là tư tưởng an nhàn. Cái an nhàn đó khác với sự an nhàn của các sĩ phu Đàng Ngoài bất mãn với thời cuộc và rút về ở ẩn. Cái an nhàn của Mạc Thiên Tứ xuất phát từ sự mãn nguyện với cuộc sống thanh bình, ấm no.
Thơ của ông tuy không điêu luyện như các nhà thơ đương thời Đàng Ngoài nhưng trong bối cảnh nền văn học Đàng Trong còn non trẻ, Hà Tiên thập vịnh được xem là tác phẩm quý giá khhi đó. Nó đánh dấu một giai đoạn ngôn ngữ tiếng Việt đã phổ biến khắp Bắc – Trung – Nam, được các nhà nghiên cứu đánh giá là bằng chứng hùng hồn về sự thống nhất dân tộc.
Mạc Thiên Tứ đã tập hợp một thi xã là nhóm Chiêu Anh Các đến từ các nơi (Phúc Kiến, Quảng Đông – Trung Quốc và Quy Nhơn, Gia Định – Đàng Trong). Nhóm ban đầu gồm có 25 người Hoa và 6 người Việt, sau đó chọn ra 18 người gọi là Thập bát anh lập làm Chiêu Anh Các.
Hai tập thơ của nhóm để lại là Hà Tiên vịnh tập và Lư Khê nhân điếu. Hà Tiên vịnh tập gồm 320 bài thơ tập trung vào 10 đề tài cảnh được xem là đẹp nhất Hà Tiên:
1. Kim dư lan đào (đảo Kim Dư chắn sóng)
2. Bình Sơn điệp thúy (Núi Bình Sơn xanh trập trùng)
3. Tiêu tự thần trung (tiếng chuông chùa Tiêu)
4. Giang Thành dạ cổ (tiếng trống canh Giang Thành)
5. Thạch Động thốn vân (Hang đá nuốt mây)
6. Chân Nham lạc lộ (Cò đậu Chân Nham)
7. Đông Hồ ấn nguyệt (Trăng soi Đông Hồ)
8. Nam Phố trừng ban (Sáng ngời Nam Phố)
9. Lộc Trĩ thôn cư (cảnh quê Lộc Trĩ)
10. Lư Khê ngư bạc (xóm chài Ngư Khê)

Lư Khê nhân điếu chỉ có 30 bài phú, đều viết về đề tài Khe Lư. Qua đề tài câu cá của các bài thơ toát lên cảnh sống no đủ, an nhàn, lạc quan yêu đời của các nhà thơ đương thời.